# Rape Me (пісня Nirvana)
«Rape Me» (в перекладі з англійської «Зґвалтуй мене») — пісня американського рок-гурту Nirvana, написана вокалістом та гітаристом Куртом Кобейном. Це четверта пісня третього і останнього студійного альбому групи «In Utero», виданого у вересні 1993 року. Це також останній сингл випущений гуртом Nirvana до того, як Кобейн покінчив життя самогубством через п'ять місяців.
«Rape Me» був випущений як другий сингл альбому в грудні 1993 р., де ця пісня була стороною A, а стороною B була пісня «All Apologies». Сингл досяг 32-го місця у рейтингу UK Singles Chart.

## Передумови та запис
«Rape Me» була написана Кобейном на акустичній гітарі в Лос-Анджелесі в травні 1991 року, приблизно в той час, коли мікшувався другий альбом гурту «Nevermind». Вперше вона була виконана в прямому етері 18 червня 1991 року в нічному клубі The Catalyst в Санта-Крусі. В найбільш ранніх живих версіях пісні замість бриджу було гітарне соло.
Група хотіла зіграти цю пісню під час їх виступу на премії MTV Video Music Awards 1992 року, але організатори були проти цієї ідеї, вважаючи за краще Нірвані виконувати свій проривний сингл «Smells Like Teen Spirit» і ставилися з підозрою до суперечливого тексту «Rape Me». Постійні суперечки між MTV і Кобейном загострювались протягом кількох днів, і MTV погрожувала не пустити Нірвану на шоу, припинити показ музичних кліпів гурту і навіть бойкотувати інших виконавців Gold Mountain — компанії, що здійснювала менеджмент Нірвани, таких як Sonic Youth або Beastie Boys. Кобейн змирився лише після того, як йому повідомили, що MTV звільнить Емі Фіннерті, співробітницю MTV і подругу гурту, якщо гурт зіграє «Rape Me». Зрештою, група погодилася зіграти свій останній сингл «Lithium», але перед тим Кобейн почав грати акорди та співати вступні рядки «Rape Me», що призвело до того, що трансляцію майже перервали на рекламу.
Вперше «Rape Me» був записана у студії в жовтні 1992 року під час дводенної демонстраційної сесії з Джеком Ендіно у звукосаписувальній студії Reciprocal Recording у Сіетлі. Було записано два дублі цієї пісні, один з яких був інструментальним, інший — з вокалом Кобейна та бек-вокалом барабанщика Дейва Грола. Кобейн під час запису тримав на колінах свою доньку Френсіс Бін Кобейн, що тоді була іще немовлям, коли він записував свій вокал, і на цій демці чутно її плач.
Остаточна студійна версія «Rape Me» була записана Стівом Альбіні у студії Pachyderm у місті Кеннон-Фоллз, штат Міннесота, для третього та останнього студійного альбому гурту «In Utero». Інструменти для пісні були записані 15 лютого Наступного дня Кобейн завершив запис свого вокалу до альбому під час шестигодинної сесії Кобейн використовував свою гітару Fender Jaguar, підключену до підсилювача Twin Reverb.
25 вересня 1993 року гурт виконав цю пісню разом із піснею «Heart-Shaped Box» в етері Saturday Night Live у NBC Studios в Нью-Йорку. Це було перше шоу гурту з другим гітаристом Патом Сміром. Пісня була знову виконана на телебаченні 4 лютого 1994 року для шоу Nulle Part Ailleurs у Парижі, Франція.
Останнє живе виконання «Rape Me» відбулося на останньому концерті Nirvana в терміналі Terminal Einz у Мюнхені 1 березня 1994 року.

## Музика і текст

### Музика
Початкові інструментальні такти пісні призвели до частих порівнянь з гітарним рифом «Smells Like Teen Spirit». Вілл Брайант з сайтуPitchfork писав, що «чотирикордовий риф є майже прямою інверсією знаменитого рифу» Smells Like Teen Spirit"" тоді як біограф Кобейна Чарльз Р. Кросс описав цю пісню як таку, що має «таку ж привабливу м'яку/голосну динаміку, як „Teen Spirit“, яка» створила ідеальну естетику Кобейна — красиву, переслідуючу і тривожну" «Rape Me» була написана після «Smells Like Teen Spirit», але до виходу Nevermind.

### Текст пісні
«Rape Me» — пісня проти зґвалтування, написана з точки зору жертви. "Це ніби вона каже: «Зґвалтуй мене, іди, зґвалтуй, побий», — пояснював Кобейн Darcey Steinke з журналу «Spin» в 1993 році, «Ви ніколи не вб'єте мене. Я переживу це, і колись я зґвалтую тебе, а ти навіть не довідаєшся про це». Gllian G. Garr описав тексти пісні як «частково покірне запрошення, частково зухвалу насмішку, суміш, яка бентежила і турбувала багатьох слухачів», і призвела до того, що Кобейну часто доводилося пояснювати значення пісні.
На питання Erica Ehm з канадійського телеканалу MUCH's в серпні 1993 року про те як гурт допомагав у підвищенні рівня обізнаності про сексизм, Кобейн відповів: "Шляхом написання пісень таких грубих і тупуватих як «Rape Me». Він заявив, що ця пісня покликана бути настільки грубою і тупуватою, щоб ніхто не міг неправильно витлумачити її значення.
Американська музикантка Торі Амос прокоментувала цю пісню в інтерв'ю NME в 1994 році, сказавши, що «думала, що було цілком зрозуміло, про що йдеться. . . . Це зухвала пісня. Але найстрашнішим для жертви зґвалтування є слова „зґвалтуй мене“. Коли я вперше почула це, я пройнялася холодним потом, але коли ви пропустили це крізь себе, то починаєте розуміти, що він повертає це людям».
Пісня також тлумачиться як напад на ЗМІ через їхнє жорстоке ставлення до Кобейна та його дружини Кортні Лав. Хоча більша частина пісні була написана до виходу Nevermind, міст, який був написаний пізніше, містить тексти, які стосуються його випадкових спірних стосунків із ЗМІ. Як Кобейн пояснив біографу «Нірвани» Майклу Езерраду, «насправді мова йшла про зґвалтування … але тепер я точно міг би легко використовувати це як приклад свого життя за останні півроку чи рік». Відповідно до цієї інтерпретації, Езеррад припустив, що текст приспіву «I'm not the only one» (в перекладі з англійської «Я не один такий») був способом Кобейна сказати, що Кортні Лав та їхня донька немовля Френсіс Бін Кобейн, потерпатимуть від уваги ЗМІ та суспільства.

## Реліз і громадське сприйняття
«Rape Me» був випущений як подвійний сингл, де він був Стороною А, тоді як стороною B була пісня «All Apologies» 6 грудня 1993 року на компакт-дисках, касетах та вінілових платівках форматів 7" та 12". Сингл комерційно не виходив у США.
У листопаді 1993 року слухачі радіостанції Havaii Free Radio поставили «Rape Me» на третє місце у рейтингу «Пісень, що найбільше хотілося б чути».

### Критика
2019 року Дженна Буш Хагер заявила, що її батько Джордж Вокер Буш, перш ніж стати президентом США, зламав один з її компакт-дисків Nirvana через текст «по справжньому поганої пісні», де він мав на увазі «Rape Me».

### Подальша доля пісні
1999 року «Rape Me» посіла 90 місце у списку «100 найвидатніших рок пісень всіх часів» від британського журналу Kerrang! 2015 року Rolling Stone поставив її на 31-ше місце у своєму рейтингу 102-х пісень Nirvana 2019 року The Guardian поставив її на 17 місце у своєму списку ''20 найвидатніших пісень Nirvana''.
«Rape Me» містилася в обох збірках найбільших хітів Nirvana: збірці Nirvana (2002) та збірці Icon (2010).

## Учасники гурту
- Курт Кобейн — вокал, гітара
- Кріст Новоселіч — бас-гітара
- Дейв Грол — барабани

## Записи наживо
| Дата запису       | Місце виступу                          | Релізи                                             | Учасники гурту                                                                                              |
| ----------------- | -------------------------------------- | -------------------------------------------------- | --- |
| 31 жовтня 1991 р  | Театр Paramount, Сіетл, штат Вашингтон | Live at the Paramount (2011)                       | - Курт Кобейн (вокал, гітара) - Кріст Новоселіч (бас) - Дейв Грол (барабани, бек-вокал)                     |
| 25 вересня 1993 р | NBC Studios, Нью-Йорк, Нью-Йорк        | Saturday Night Live: музичні вистави, том 2 (1999) | - Курт Кобейн (вокал, гітара) - Кріст Новоселіч (бас) - Дейв Грол (барабани, бек-вокал) - Пет Смір (гітара) |
| 13 грудня 1993 р  | Пірс 48, Сіетл, штат Вашингтон         | Live and Loud (2013)                               | - Курт Кобейн (вокал, гітара) - Кріст Новоселіч (бас) - Дейв Грол (барабани, бек-вокал) - Пет Смір (гітара) |
| 4 лютого 1994 р   | Studio 3, Canal +, Париж, Франція      | Live and Loud (2013)                               | - Курт Кобейн (вокал, гітара) - Кріст Новоселіч (бас) - Дейв Грол (барабани, бек-вокал) - Пет Смір (гітара) |

## В популярній культурі
В епізоді Сімпсонів «Шоу 90-х» гість «Дивний Ел» Янковик співає пародійну версію Rape Me під назвою «Brain Freeze» (в перекладі з англійської «Заморожування мозку»). Гомер Сімпсон також створює гурт під назвою «Sadgasm», пародію на Nirvana, і виконує пародію на Rape Me під назвою «Shave Me» (в перекладі з англійської «Поголи мене»).
У епізоді South Park «Hummels & Heroin» Картман, Кенні, Кайл і Баттерс виконують акапельний кавер на «Rape Me» для будинку літніх людей.